# EA Sports
EA Sports és un nom comercial usat per Electronic Arts des de 1993 per distribuir videojocs d'esports. Inicialment Electronic Arts va utilitzar el nom de "EA Sports Network" (EASN) com una estratègia per imitar les xarxes d'esports de la vida real, amb fotos i suport de comentaristes reals com Ron Barr i John Madden. No obstant això, aviat va créixer per tornar una sub-etiqueta, llançant jocs com FIFA, FIFA Manager, NHL, Madden NFL, Rugby 2008 i NCAA Football.